# Star 25
Le Star 25 est un camion polonais fabriqué entre 1960 et 1971 par Fabryka Samochodów Ciężarowych „Star”.

## Historique
Le Star 25 est une version modernisée du Star 20. Le prototype présenté en 1956 est le résultat de plusieurs années de travail des ingénieurs du Bureau de construction de l'industrie automobile (Biuro Konstrukcyjne Przemysłu Motoryzacyjnego) de Varsovie. Cependant le manque de moyens techniques et financiers tout comme la nécessité de remplacer rapidement le Star 20 aboutissent à la production en série du Star 21 partiellement équipé en éléments modernisés du prototype conçu en 1956.
La production en série du Star 25 ne commence qu'en 1960. Contrairement à ses prédécesseurs, il est équipé de moteur S472 de 4196 cm³ d'une puissance de 95 ch. À partir de 1964 il reçoit le moteur S474 de 4680 cm3 développant 105 ch. Pourtant il garde les mêmes cabines (N20 et N23) la seconde étant moins chère et moins confortable. Les seules modifications des cabines consistent au remplacement des flèches de direction par des clignotants et  l'usage d'un moteur central pour les essuie-glaces. La cabine K26 montée sur le prototype offre une meilleure visibilité, l'isolation thermique et acoustique plus efficace, et le chauffage plus rentable. Malheureusement pour des raisons économiques et techniques le Star 25 n'en est pas équipé.

## Différentes versions
- C25 tracteur routier
- W25 camion benne
- SM-2 benne à ordures ménagères
- PS-5 camion de déneigement
- Ż-3 grue mobile
- MSH-2 camion malaxeur
- N751 et N761 camion de pompiers

## Galerie

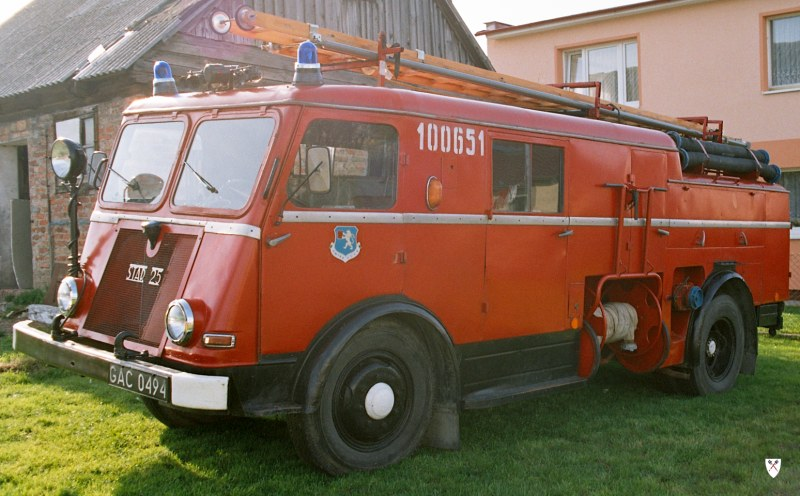
Star A25P avec une cabine N23
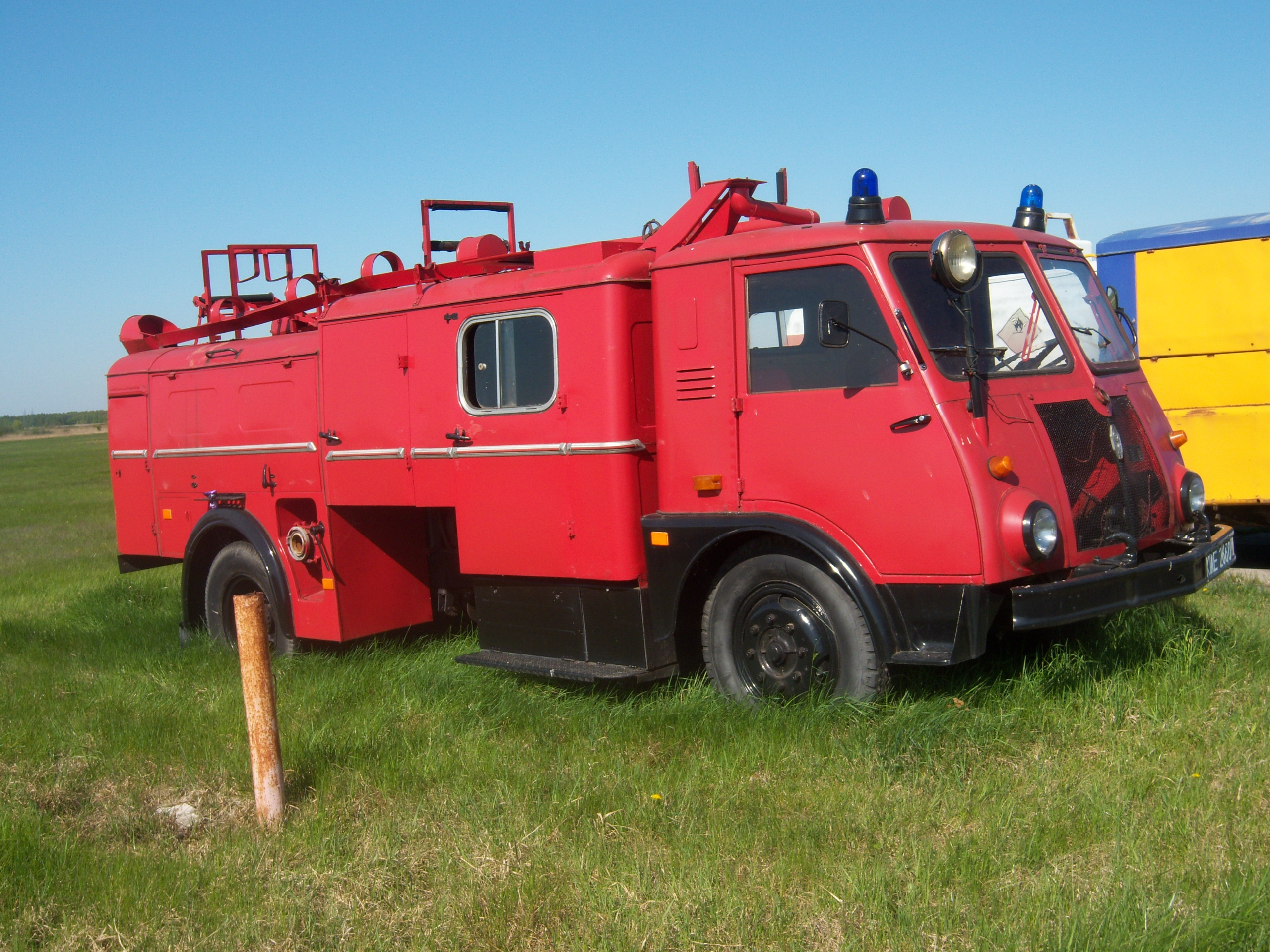
Star 25 camion de pompiers
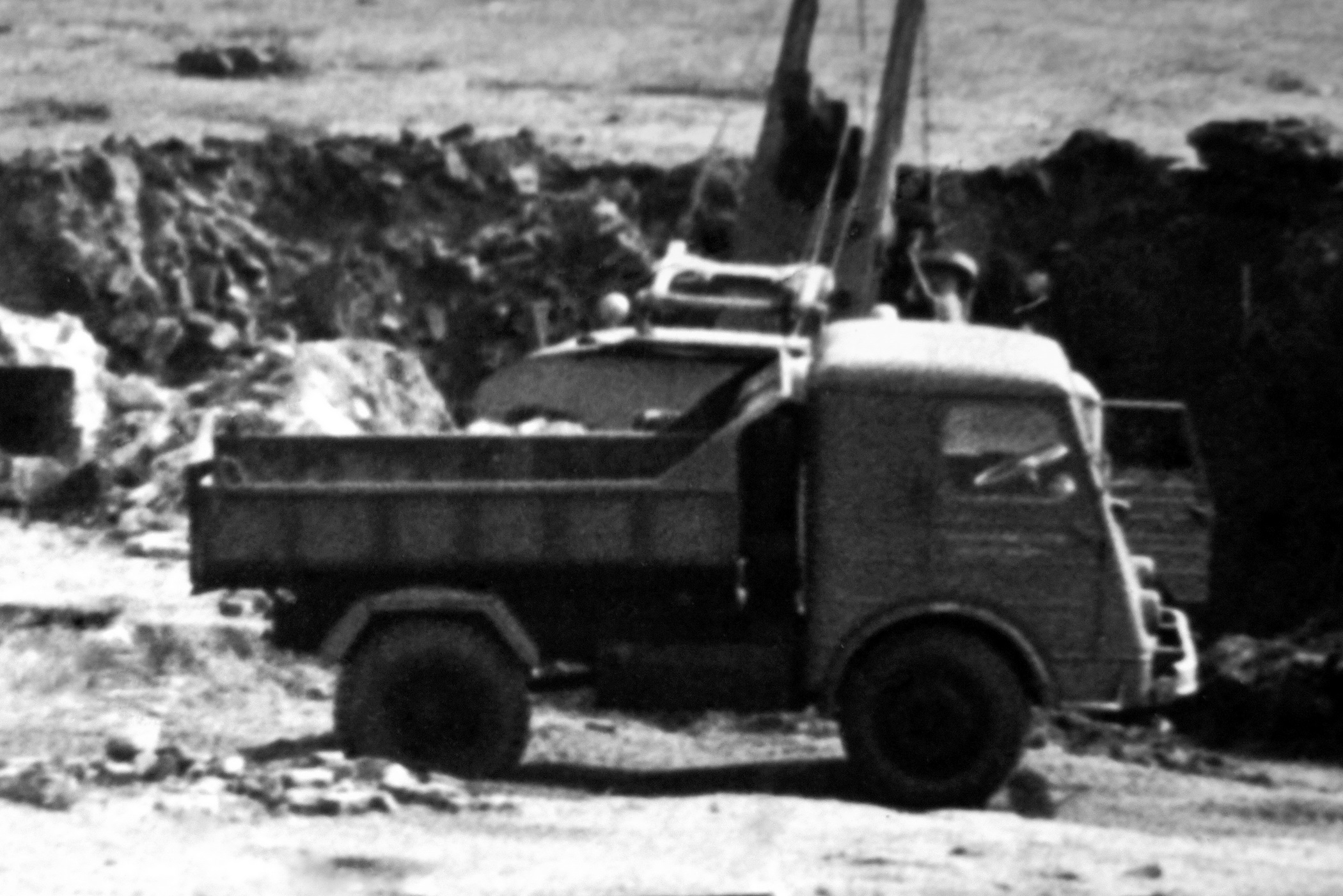
Star W25